# Metropolitan-Vickers
La Metropolitan-Vickers (anche nota come Metrovick o Metrovicks) è stata un gruppo industriale britannico che ha operato durante la prima metà del XX secolo. Fu fondata nel 1918 mediante una fusione tra la British Westinghouse, la Metropolitan Carriage, Wagon and Finance Company, e la Vickers Limited.
La compagnia era ben nota per la sua produzione di generatori, turbine a vapore, trasformatori, componenti elettronici e dispositivi di trazione ferroviaria. La Metrovick ha anche costruito il primo computer a transistor commerciale (il Metrovick 950) ed il primo turbogetto a flusso assiale britannico (il Metrovick F.2). La sua fabbrica di Trafford Park (nei dintorni di Manchester) fu per buona parte del ventesimo secolo uno dei più grandi ed importanti centri di ingegneria ed industria pesante in Inghilterra e nel mondo.

## Storia

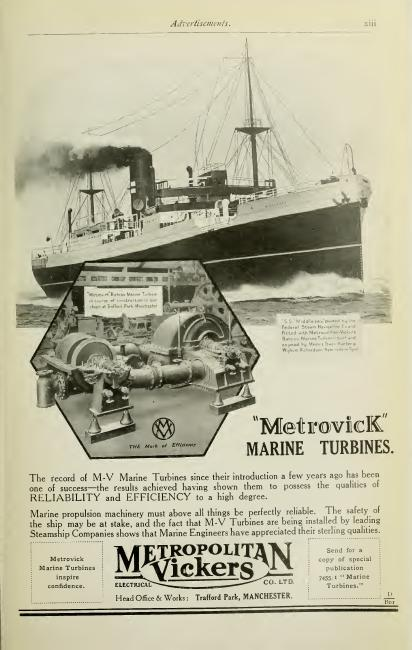
Pubblicità di motori a turbina per uso marino comparsa sul Brassey's Naval and Shipping Annual del 1923.

Durante la prima guerra mondiale emerse chiara al governo inglese l'inferiorità delle tecnologie elettriche nazionali.
La Metrovick fu fondata verso la fine della prima guerra mondiale con l'obbiettivo di sottrarre le fabbriche della British Westinghouse Electrical and Manufacturing Company al controllo degli Stati Uniti, superando così la diffidenza dovuta alla proprietà statunitense ed all'amministratore delegato di origine tedesca. Nel 1917 ci fu un tentativo di accordo per fondere la British Westinghouse con la GEC che però non andò a buon fine. Successivamente venne contattata la Vickers Limited che, fino ad allora attiva nel campo degli armamenti, vedeva di buon occhio una diversificazione delle linee produttive nel campo civile.
Nell'estate del 1917, la British Westinghouse formò un comitato per studiare una possibile collaborazione con la Vickers che ottenne il via libera nell'ottobre dello stesso anno. In seguito a ciò venne formata la Electric Holdings Ltd tra la Vickers e la Metropolitan Carriage, Wagon and Finance Company di Birmingham. Nel 1918 la Electric Holdings comprò per 1,2 milioni di sterline la British Westinghouse, che, durante l'assemblea degli azionisti dell'agosto 1918 presieduta da Frank Dudley Docker, cambiò nome in Metropolitan-Vickers Electrical Company.
L'immediato dopoguerra fu contraddistinto da bassi investimenti ed agitazioni sindacali, ma nel 1926, con l'istituzione di una Autorità nazionale che portò alla standardizzazione della rete elettrica e di tutti gli apparati connessi, ci fu un notevole incremento nelle vendite che portò, nel 1927, al miglior risultato economico nella storia dell'azienda.

### BTH e AEI

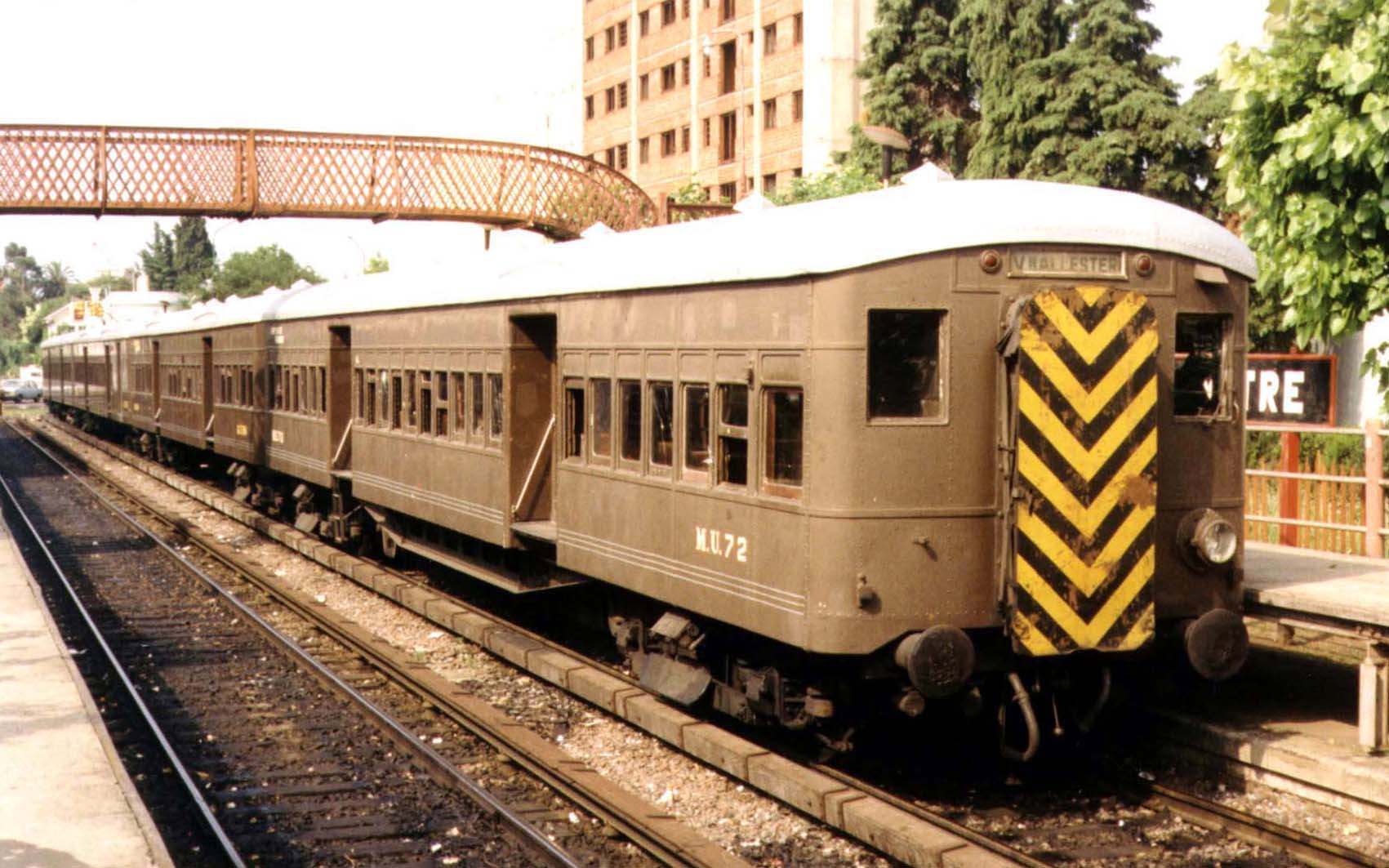
Locomotore elettrico Metrovick costruito per la Ferrocarril Central Argentino (1931). Rimase in servizio fino al 1995.

Nel 1928 la Metrovick si fuse con la concorrente British Thomson-Houston (BTH), una compagnia delle stesse dimensioni e con una linea di produzione praticamente coincidente. Insieme sarebbero state in grado di competere con le maggiori compagnie inglesi dell'epoca, la Marconi e la English Electric. Nei fatti, però, la fusione venne mal gestita a causa dell'intensa rivalità interna dei due gruppi. L'anno successivo le due compagnie vennero acquisite dalla Associated Electrical Industries (AEI), già proprietaria della Edison Swan (Ediswan). La rivalità tra la Metrovick e la BTH continuò, e l'AEI non fu mai in grado di assumere l'effettivo controllo delle due società sussidiarie.
I problemi peggiorarono con l'inizio della grande depressione del 1929, anche se la Metrovick riusciva a salvare i bilanci grazie ad una commessa per l'elettrificazione della rete ferroviaria in Brasile. Nel 1933 il commercio mondiale riprese di nuovo, ma la crescita della Metrovick fu messa a rischio con l'arresto a Mosca di sei suoi ingegneri trovati colpevoli di spionaggio e sabotaggio per delle turbine costruite dall'azienda per l'Unione Sovietica e trovate difettose. Il Governo inglese intervenne, gli ingegneri vennero rilasciati ed il commercio con la Russia riprese dopo un breve embargo.
Durante gli anni trenta, la Metropolitan Vickers produsse 24 motori trifase a corrente alternata di 3 metri di diametro per le locomotive V40 e V60 delle ferrovie ungheresi. Il motore da 1640 kW, disegnato da Kálmán Kandó, fu pagato dal governo britannico come aiuto economico all'Ungheria.
Nel 1935 la compagnia costruì una turbina a vapore da 105 MW, la più grande all'epoca in Europa.
Nel 1936 la Metrovick iniziò una collaborazione con l'Air Ministry per lo sviluppo di un sistema di pilotaggio automatico, con possibile estensione a sistemi di mira automatici e ai radar, che sarebbero stati disponibili l'anno seguente. Nel 1938 raggiunse un accordo con il ministero per costruire un turboelica allo studio presso la Royal Aircraft Establishment sotto la supervisione di Haine Constant. Per ironia della sorte la BTH, loro ex società alleata, stava nello stesso periodo lavorando con Frank Whittle al suo motore a getto, il Whittle WU.

### Produzione aeronautica
Nel 1938, venne aggiudicato alla Metrovick un contratto per la costruzione del bombardiere bimotore Avro 679 Manchester su licenza della A.V. Roe. Dal momento che questa nuova attività era assai differente da quelle fino ad allora trattate, fu costruita una nuova fabbrica sulla Mosley Road che venne completata nel 1940. I primi 13 Manchester costruiti vennero distrutti il 23 dicembre durante un raid della Luftwaffe su Trafford Park, ma la produzione continuò e vennero consegnati 43 esemplari. Con l'introduzione del modello successivo, l'Avro 683 Lancaster, la produzione della Metrovick venne dirottata sul nuovo quadrimotore di cui, alla fine della guerra, saranno costruiti 1080 esemplari. Questi furono seguiti da 79 Avro 694 Lincoln prima che i rimanenti ordini venissero cancellati e la produzione di velivoli della Metrovick cessasse definitivamente nel dicembre 1945.
La Metrovick fu la prima azienda (al di fuori della Germania) ad applicarsi nella ricerca di turbine a gas a flusso assiale per impiego aeronautico. Nel 1937, in collaborazione con la Royal Aircraft Establishment, iniziò lo studio dei compressori a flusso assiale. 
Nel 1940, in seguito al successo di Whittle con il suo modello, il turboelica fu ridisegnato come un turbogetto puro e battezzato Metropolitan-Vickers F.1.
L'evoluzione successiva, l'F.2/1, dotata di una spinta di circa 8 kN (1800 lbf), volò sul Meteor DG204/G il 13 novembre del 1943. Le successive versioni dell'F.2 (F.3 ed F.5) daranno poi vita al progetto che sarà poi chiamato Beryl (in italiano berillo), in ossequio alla tradizione della Metrovick di battezzare i motori con nomi di pietre preziose. Questo motore avrebbe dovuto essere installato sul Saunders-Roe SR.A/1, ma il progetto del velivolo fu cancellato così come lo sviluppo ulteriore del Beryl.
Dal 1945 gli ingegneri della Metrovick decisero di sviluppare una versione ad alta spinta, l'F.9. Nel 1946 il progetto guadagnò il finanziamento governativo e una commessa per la fornitura di alcuni prototipi. Allo stesso tempo venne rinominato Sapphire (zaffiro) o MVSa.1 secondo la nomenclatura del Ministry of Supply.
Nel 1947, però, la Metrovick venne forzata ad uscire dal settore dei motori a reazione ed i suoi progetti furono presi in carico dalla Armstrong Siddeley che aveva già al suo interno una divisione (Armstrong Siddeley eXperimental, ASX) dedicata allo studio di turbine per motori turboelica.
Oltre alla costruzione di aeroplani, durante il periodo bellico le linee produttive furono impegnate nella costruzione di carrelli della Dowty e della Messier, unità di pilota automatico, luci da ricognizione e impianti radar.

### Dopoguerra

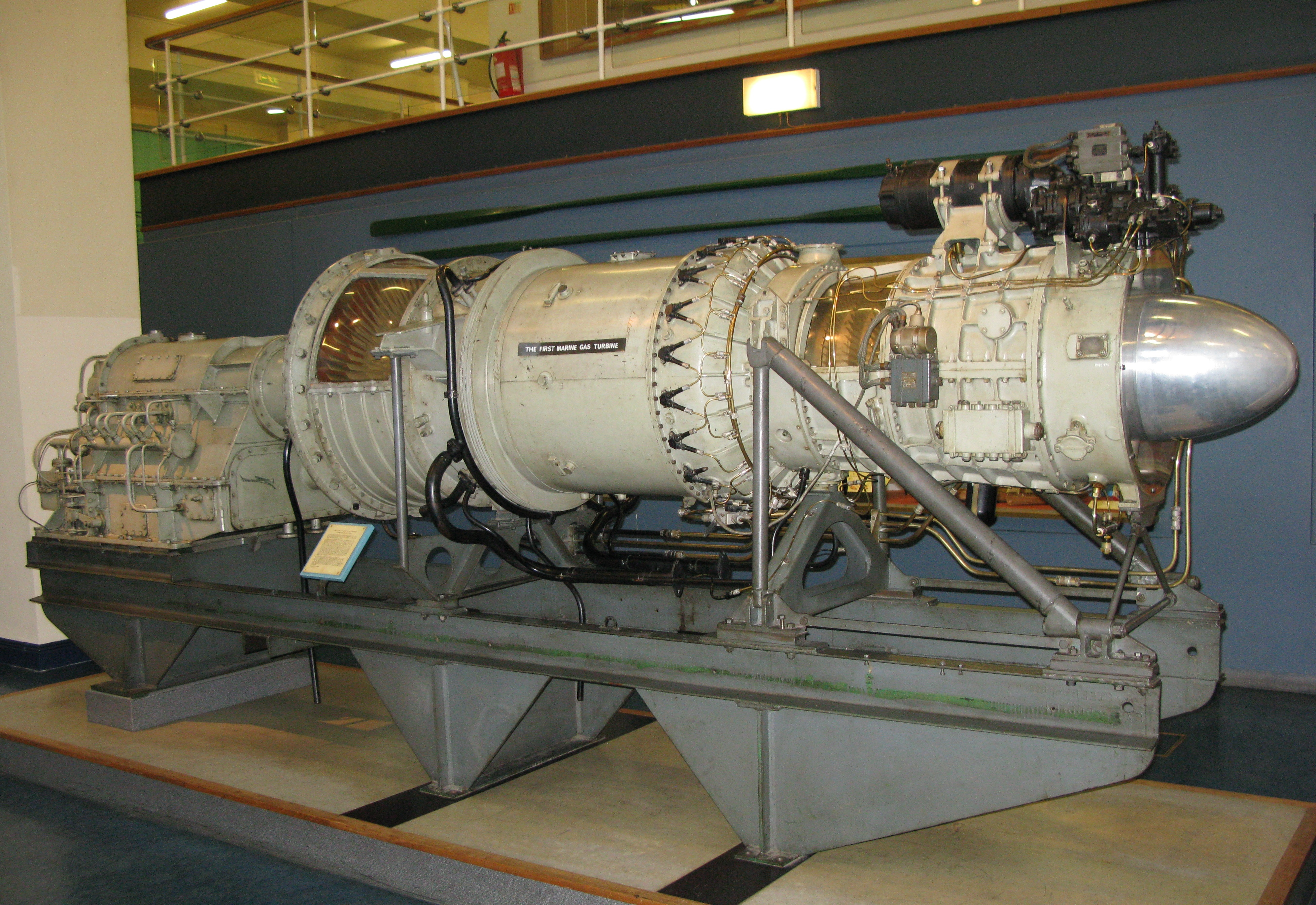
La turbina a gas G.1 Gatric installata sulla MGB 2009

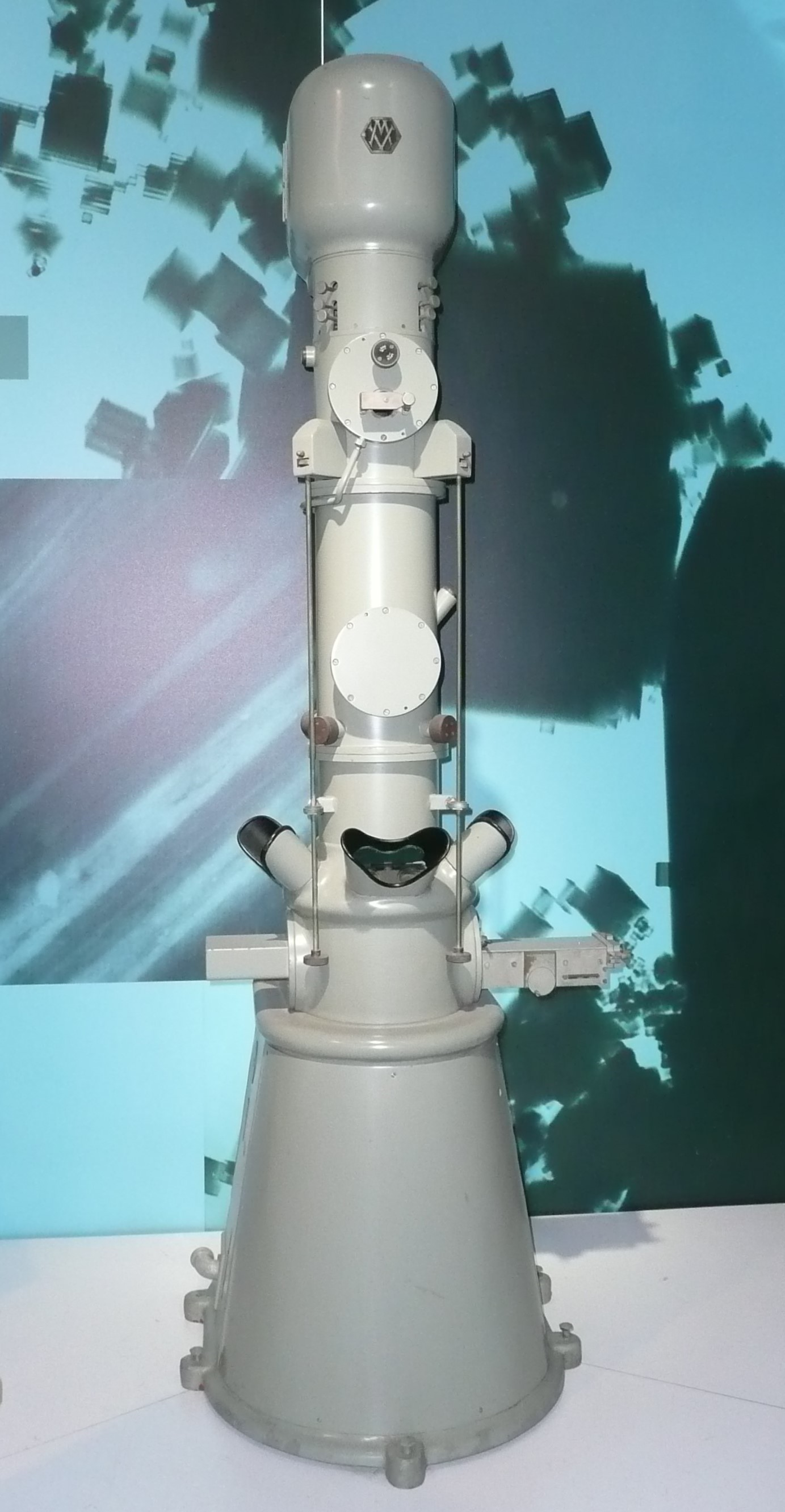
Microscopio elettronico prodotto da Metropolitan-Vickers

Nell'immediato dopoguerra la massiccia domanda di impianti e sistemi elettrici riaccese la rivalità con la BTH nella ricerca e produzione di turbogeneratori sempre più grandi. La Metrovick ampliò la sua linea produttiva a forni e frigoriferi.
Anche lo studio e la costruzione di sofisticate apparecchiature elettroniche come microscopi elettronici e spettrometri di massa divenne un'importante area di ricerca scientifica della compagnia.
Nel 1947 una turbina a gas Metrovick G.1 Gatric fu installata per la prima volta al mondo su una unità navale, la motocannoniera MGB 2009.
Un'altra area di espansione si ebbe nel mercato delle locomotive a motore Diesel, dove, combinando i loro generatori e motori elettrici con motori Diesel 2-tempi di derivazione marina prodotti dalla Crossley, svilupparono nel 1950 la locomotiva elettrodiesel WAGR X e, nel 1958, quella che verrà in seguito denominata British Rail Class 28.
La Metropolitan Vickers produsse anche componenti elettrici per i locomotori da 1,5 kV DC British Rail Class 76 (EM1), e British Rail Class 77 (EM2) costruiti dalla Gorton Works per l'elettrificazione della Woodhead Line nei primi anni cinquanta. La compagnia sviluppò anche la British Rail Class 82, un locomotore da 25 kV AC costruita dalla Beyer Peacock a Manchester usando gli impianti della Metrovick.
Negli anni cinquanta la compagnia costruì un grande stabilimento per la produzione di trasformatori elettrici a sud di Manchester. La fabbrica fu inaugurata nel 1957 e poi chiusa dalla GEC nel 1971.
Le dispute interne tra la Metrovick e la BTH furono risolte dalla AEI in maniera poco brillante, con la decisione di ritirare i due marchi rivali dal 1º gennaio 1960 e sostituirli con quello della AEI stessa. La mossa non fu delle migliori, dal momento che il nuovo marchio era pressoché sconosciuto e le vendite crollarono (così come le quotazioni in borsa della AEI).

### GEC
Quando l'AEI provò a ridurre la doppia struttura manageriale, andò incontro a resistenze ancora maggiori. A metà degli anni sessanta la società era schiacciata dal peso della doppia gerarchia e sostanzialmente incapace di tenere il controllo della compagnia. Questo portò all'acquisto, nel 1967, della AEI da parte della GEC, che successivamente la assorbirà nelle sue diverse consociate, tra cui la Marconi Corporation plc.